# Bahrain International 2021
Die Bahrain International 2021 im Badminton fanden vom 17. bis zum 21. November 2021 in Manama statt.

## Die Sieger und Platzierten
| Disziplin    | Gold                                   | Silber                                        | Bronze                                      |
| ------------ | -------------------------------------- | --------------------------------------------- | ------------------------------------------- |
| Herreneinzel | Bobby Setiabudi                        | Chan Yin Chak                                 | Christian Adinata                           |
| Herreneinzel | Bobby Setiabudi                        | Chan Yin Chak                                 | Sathish Kumar Karunakaran                   |
| Dameneinzel  | Aisyah Sativa Fatetani                 | Komang Ayu Cahya Dewi                         | Anupama Upadhyaya                           |
| Dameneinzel  | Aisyah Sativa Fatetani                 | Komang Ayu Cahya Dewi                         | Yeung Sum Yee                               |
| Herrendoppel | Amri Syahnawi Christopher David Wijaya | Muh Putra Erwiansyah Patra Harapan Rindorindo | Sachin Dias Buwenaka Goonethileka           |
| Herrendoppel | Amri Syahnawi Christopher David Wijaya | Muh Putra Erwiansyah Patra Harapan Rindorindo | Raymond Indra Daniel Edgar Marvino          |
| Damendoppel  | Yeung Nga Ting Yeung Pui Lam           | Ng Tsz Yau Tsang Hiu Yan                      | Ni Ketut Mahadewi Istarani Serena Kani      |
| Damendoppel  | Yeung Nga Ting Yeung Pui Lam           | Ng Tsz Yau Tsang Hiu Yan                      | Anisanaya Kamila Az Zahra Ditya Ramadhani   |
| Mixed        | Lee Chun Hei Ng Tsz Yau                | Law Cheuk Him Yeung Nga Ting                  | Ghana Muhammad Al Ilham Serena Kani         |
| Mixed        | Lee Chun Hei Ng Tsz Yau                | Law Cheuk Him Yeung Nga Ting                  | Akbar Bintang Cahyono Winny Oktavina Kandow |